# Мендес, Архенис
Архенис Мендес (англ. Argenis Mendez; род. 3 июля 1986, Сан-Хуан-де-ла-Магуана, Доминиканская Республика) — доминиканский боксёр-профессионал, выступающий в второй полулёгкой весовой категории (до 58,967 кг). Чемпиона мира по версии IBF (2013—2014) во втором полулёгком весе.

## Любительская карьера
Мендес провёл очень длительную любительскую карьеру. провёл 355 поединков, 304 из которых выиграл. До 2004 года выступал в весовой категории до 54 кг, а с середины 2004 года до 2006, в весовой категории до 57 кг.
На любительском ринге встречался с Рико Рамосом, Гильермо Ригондо, Хуаном Мануэлем Лопесом, Максимом Третяком, Абнером Котто, Карлосом Веласкесом и Алексеем Тищенко.

## Профессиональная карьера
На профессиональном ринге Мендес дебютировал в декабре 2006 года в полулёгкой весовой категории. Через два года, проведя 12 победных поединков, проиграл раздельным решением судей американцу Джейму Сондову.
29 января 2011 года в бою за статус обязательного претендента на титул чемпиона мира по версии IBF, победил по очкам боксёра из ЮАР Кассиуса Балойи.
10 сентября 2011 года в бою за вакантный титул чемпиона мира, Архенис проиграл по очкам в близком бою мексиканцу, Хуану Карлосу Сальгадо.
Архенис провёл два победных боя, и снова завоевал право выйти на чемпионский бой. Во втором поединке Мендес нокаутировал Сальгадо в четвёртом раунде и стал новым чемпионом мира по версии IBF.
3 января 2014 года Архенис Мендес встретился с обязательным претендентом на титул, кубинцем, Рансесом Бартелеми. Бартелеми нокаутировал Мендеса во втором раунде и стал новым чемпионом мира по версии IBF. Остановка поединка вызвала массу споров. Позже поединок был признан несостоявшимся, пояс вернули Мендесу.
10 июля 2014 года Архенис Мендес встретился второй раз с обязательным претендентом на титул, кубинцем, Рансесом Бартелеми и утратил пояс чемпиона. Бартелеми победил единогласным решением судей.